# Iglesia de Saint-Gervais-Saint-Protais

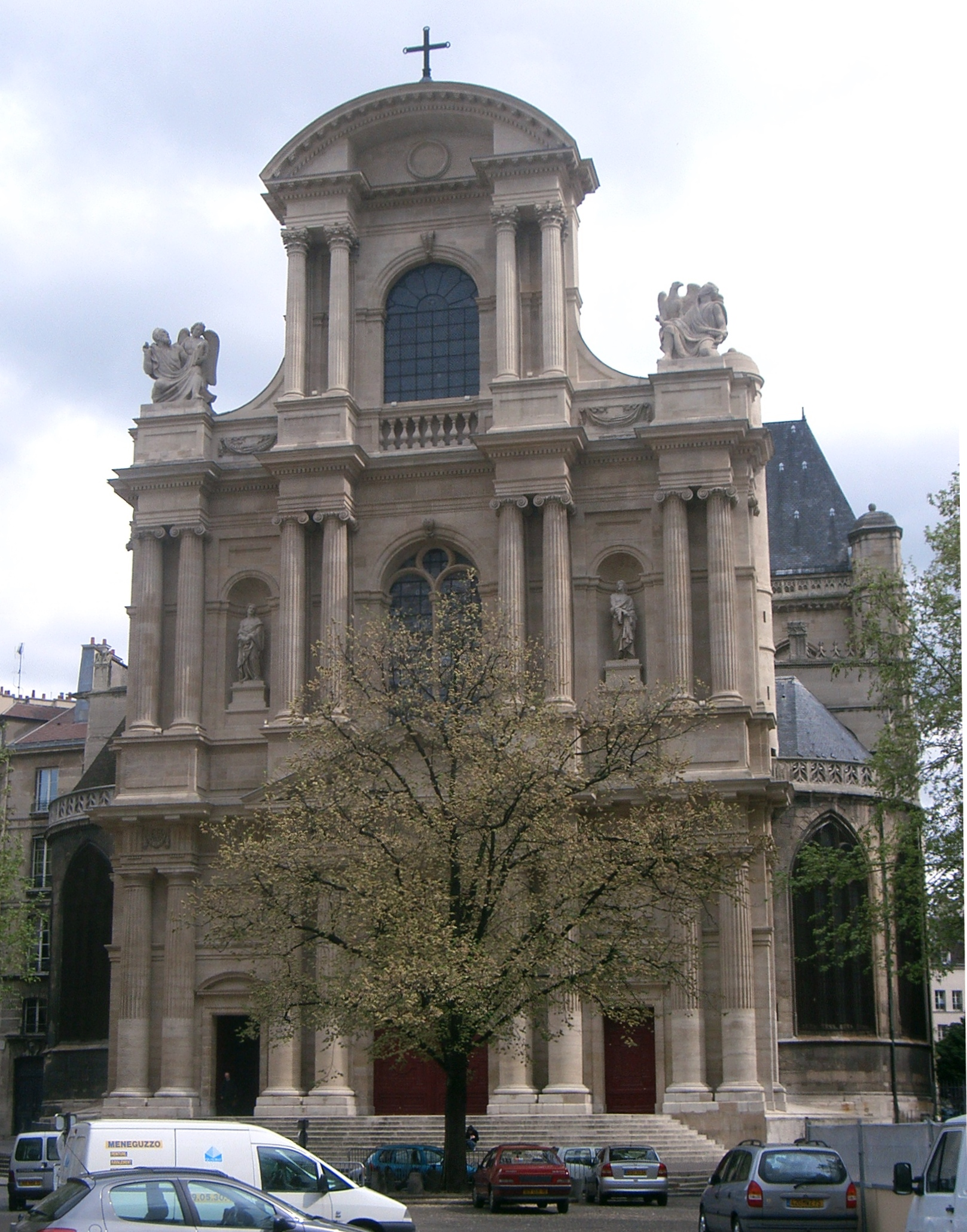
Saint-Gervais-Saint-Protais, en la place Saint-Gervais de París.

La iglesia de Saint-Gervais-Saint-Protais de París, conocida generalmente con el nombre de Iglesia de Saint-Gervais, es una iglesia parisina situada en el quartier del Le Marais, en la intersección de la  calle Hôtel de Ville y de la calle des Barres, en el IV arrondissement, detrás del Hôtel de Ville.
Construida sobre los cimientos de la primera construcción conocida en la orilla derecha en París, una basílica cuya existencia se remontaba al final del siglo IV, constituye de esta forma la parroquia más antigua de la margen derecha del Sena.
Su fachada fue construida entre 1616-1621, siendo atribuida al arquitecto Salomon de Brosse, bajo la influencia de la arquitectura barroca romana, representada por la iglesia del Gesù, de Jacopo Vignola.
La iglesia acogió desde 1653, y durante más de dos siglos, una gran dinastía de músicos franceses: los Couperin. El órgano tocado por Louis y François Couperin se encuentra aún en el interior.